# Masicera varipes
Masicera varipes är en tvåvingeart som först beskrevs av Macquart 1846.  Masicera varipes ingår i släktet Masicera och familjen parasitflugor. Inga underarter finns listade i Catalogue of Life.